# Teitelbaum Joel
Teitelbaum Joel (Máramarossziget, 1887. január 13. – Kiryas Joel, 1979. augusztus 19.) rabbi ( יואל טייטלבוים), Szatmárnémeti ortodox főrabbija, szatmári rebbe, Talmud-tudós. A haszid Teitelbaum rabbidinasztia tagja.

## Fiatal évei
A híres haszid Teitelbaum rabbidinasztia sarjaként született. Hananjah Jom Tov Lipa Teitelbaum szigeti rebbe legfiatalabb gyermeke volt. Már gyermekkorában híres volt szónoki képességeiről, meggyőzőkészségéről és jó elemző-értelmező módszereiről.
Egy méltatója így jellemzi: „Az első rabbi őstól, az újhelyi cadiktól, Mose Teitelbaumtól örökölte rugalmasságát és előrelátását. A másodiktól, Niszel Lucerntől rajongó, misztikus voltát, vonzalmát a titkok keresése felé. Nagyapjától, Juda Jekutieldtől (Zalman Léjb) diplomáciai hajlamát, megnyerő modorát. Apjától, Chanania Jom Tovtól hatalomvágyát, harciasságát."
Már egészen fiatalon rabbiként kezd tevékenykedni a szülővárosához közeli Ilosva városkában (ma Ukrajna területén található).

## Szigeti rebbe-jelölt

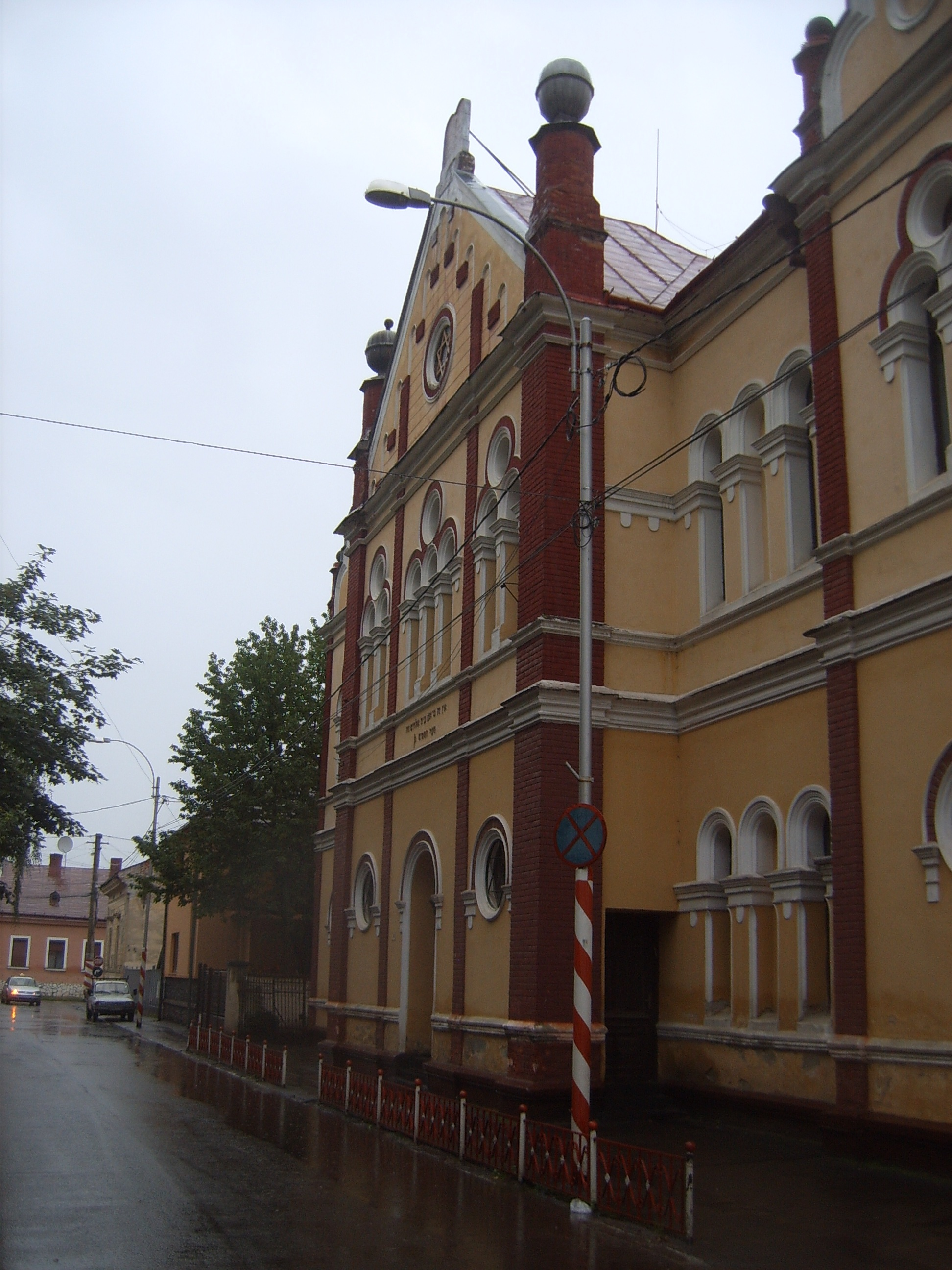
A szigeti neológ nagyzsinagóga. A város fénykorában 22 zsidó felekezeti épület működött Máramarosszigeten, ebből ez az egyetlen, mely túlélte a nácizmus és kommunizmus pusztításait

Amikor Haim Tzvi Teitelbaum szigeti rebbe váratlanul elhunyt, örököse, Jehuda Jekutiel Teitelbaum még nem töltötte be a 12 életévét sem. A szokás szerint a rebbét az elsőszülött fia kellett volna kövesse, ám ő ehhez túl fiatal volt. Az elhunyt Haim Tzvi Teitelbaum rebbe édesanyja, a korábbi rebbe felesége még élt, és – érthető módon – nagy hatalma volt a hitközségben. Ő kedvencét, legkisebb fiát, Joel Teitelbaumot akarta a rebbeszékben látni, amiért minden tekintélyét és erejét latba vetette. Minden követ megmozgatott, hogy az elhunyt rebbét ne a 12 éves fia (az ő unokája), hanem legszeretettebb Joelje kövesse – de elutasították. A hitközség (amelyben Joel nagy tiszteletnek, ám nem túl nagy szeretetnek örvendett) ragaszkodott az örököshöz, Joelt pedig annak ellenére visszautasították, hogy az anya még precedenssel is példálózott (azzal érvelt, hogy 1880-ban meghalt a harmadik rebbét, Jehuda Jekutielt, sem az elsőszülött Mose Joszef követte, hanem a másodszülött Hanania Jom Tov).
A hitközség azonban "gyámot" rendelt az ifjú rebbe mellé, de ragaszkodott hozzá, hogy ő kövesse apját, a hagyományoknak megfelelően.
Az elutasítás hatására Joel és édesanyja olyannyira megsértődtek, hogy el is hagyták a várost (a közhit szerint Joel anyja sosem tért vissza, még látogatóba sem Szigetre), és végül Nagykárolyban találtak megürült rabbiszéket Joel számára, mivel időközben kassai rabbivá "lépett elő" a korábbi károlyi rabbi, Brach Saul.

## Nagykárolyi évei
Nagykároly ebben az időben jelentős zsidó hitközségekkel rendelkezett. A mintegy kétezer nagykárolyi izraelita jelentős része ortodox volt, kisebb részük a status quo irányzatnak a neológ felé hajló, liberálisabb irányát követte.
1920-tól kezdődően, a nagykárolyi ortodox izraelita hitközség főrabbijaként Teitelbaum Joel megerősítette és felvirágoztatta az első nagykárolyi ortodox főrabbi, Schwartz Jákob Mose által még 1883-ban létesített jesivát, pezsgő, aktív hitéletet alakított ki Nagykárolyban. Már ekkor megjegyzik róla: ahol megjelenik, erősen haszidizálja a hagyományos ortodoxiát. Érdemei azonban messze-földön híressé tették, és hamarosan, 1928-ban meghívást kapott a Szatmárnémeti ortodox zsidó hitközség részéről a főrabbi pozíció betöltésére, amire azonban még hat évet várnia kellett.

## Szatmárnémeti évek

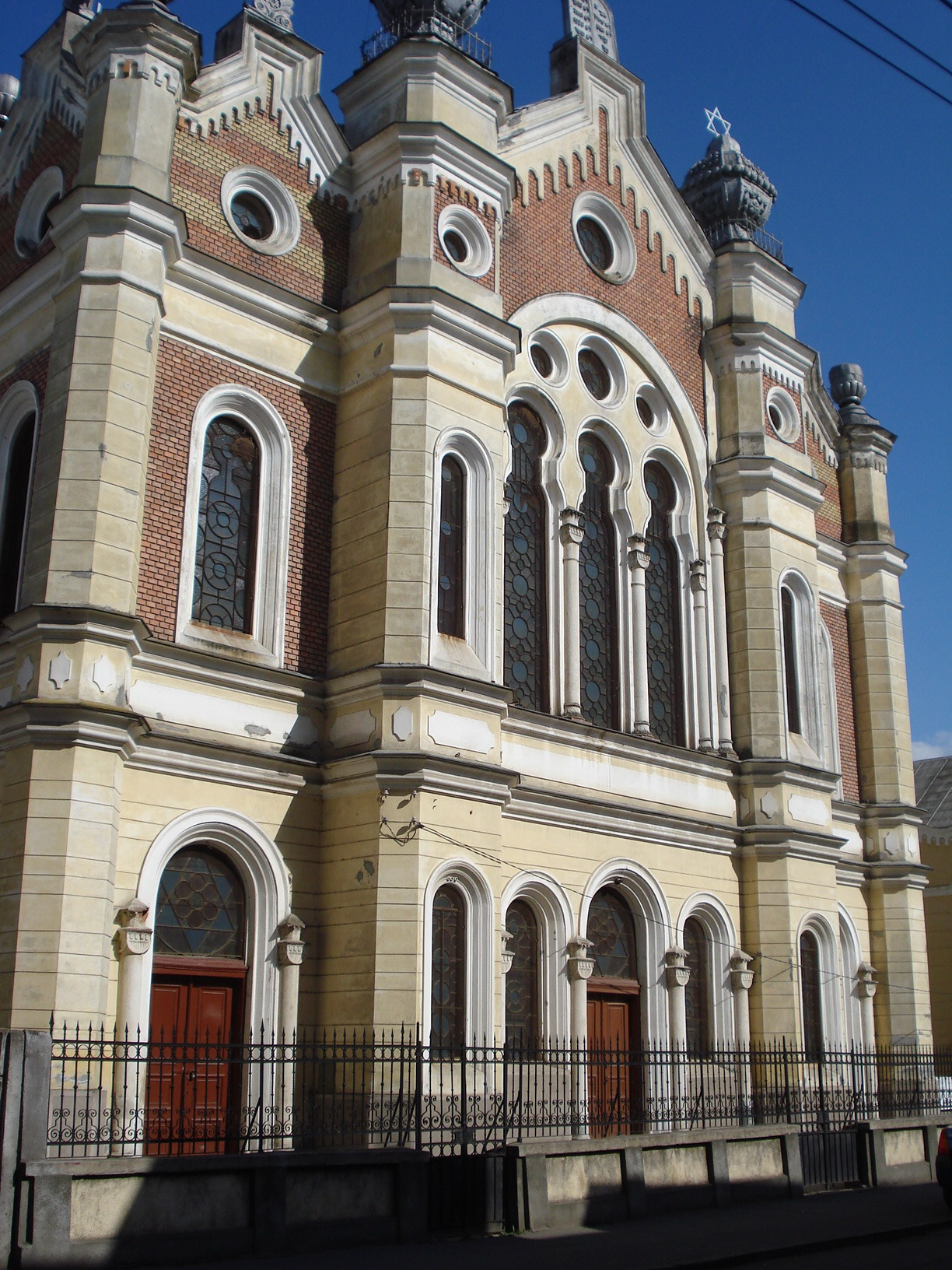
Az ortodox nagyzsinagóga Szatmárnémetiben

Szatmárnémeti ekkor már a környék legnagyobb zsidóságát tömörítő, hatalmas (Máramarossziget, Nagyvárad és Kolozsvár mellett a negyedik nagy zsidó központként számon tartott) vallási központ volt. Az izraeliták összlétszáma 1935-ben (a beiktatása utáni első évben) a népszámlálás szerint már 12 000.
Jelentős részük volt ortodox vagy valamilyen haszid irányt követő zsidó, de ekkor már a status quo ante hitközség is gyönyörű (ma már sajnos nem álló) zsinagógával és népes közösséggel büszkélkedhetett.
Aki megszerezte a szatmári ortodox főrabbi széket, az a város több mint 800 állandó férőhelyes ortodox nagyzsinagógájának, a "Nagy Templomnak", ahogy a helyi zsidók nevezték és a hozzá tartozó, 300 férőhelyes Talmud Tora imaháznak az irányítása mellett a hozzájuk tartozó intézmények (hitközség, nőegylet, iskola, jesiva) irányítását is a kezében tarthatta, továbbá hatalmas befolyással volt a város számos más imaházára és zsinagógájára.
Ez a gyakorlati, valamint a tisztséggel járó szimbolikus szerep a város ortodox és haszid zsidóságának valódi vallási-szellemi vezetőjévé emelte a mindenkori főrabbikat.
Éppen ezért kemény hatalmi harcok folytak a tisztség megszerzéséért.
A korábbi szatmári főrabbi, Grünwald Lázár Eliezer Dávid 1928-ban bekövetkezett halála után megüresedett pozícióra Teitelbaum Joelt szinte azonnal meghívta az ortodox zsidó hitközség, nagykárolyi rabbiként kifejtett tevékenysége hatására.
A gyakorlatban azonban még hat évig várnia kellett erre, az elhúzódó hatalmi harcok miatt, melyekből azonban mégis ő került ki győztesen, így végül 1934-ben beiktathatták.
Tíz éven keresztül (1934-1944) volt Szatmárnémeti ortodox zsidó főrabbija.
Ez alatt virágzásnak indult a zsidó vallási élet, és – csakúgy mint nagykárolyi munkássága alatt – erősen haszidizálódott a szatmári ortodoxia.
Teitelbaum Joel nagyívű közösségépítésbe és a meglévő intézményrendszer megerősítésébe kezdett.
Sok idősebb szatmári polgár máig emlékszik rá, hogy egy-egy Hanuka alkalmával az általa levezetett nagyzsinagógabeli szertartásokkor a teljes Várdomb utcát lezárták a hatóságok, olyan népes tömeg tolongott még az utcában is.
Virágzásnak indult a Chevra Kadisa szentegylet, a hitközségi és ifjúsági élet, az oktatás.
Mindezt azonban már nehezen lehetett fedezni a korábbi hitközségi adóból.
Teitelbaum Joel rabbi máig híres cselekedete, hogy a további bővítések érdekében, híres meggyőzőerejével rá tudta venni a hitközséget, hogy 50%-kal önként megemeljék az adót.
Teitelbaum Joel főrabbi tekintélye és hatalma minden elődjéét fölülmúlta. A Várdomb utcai nagyzsinagóga, a Talmud Tora imaház és a németi nagyzsinagóga mellett saját imaháza is volt a József főherceg utcában (ekkoriban három nagyzsinagóga és huszonöt kisebb-nagyobb imaház volt Szatmárnémetiben).
Az ő nevével fémjelzett korszakot a szatmári zsidóság történetének fénypontjaként tartja számon a hagyomány.
Szatmári tevékenységének (egyben a szatmári zsidóság hőskorszakának) a Holokauszt vetett véget.

## A holokauszt alatt
Teitelbaum Joel főrabbi alakja és megítélése a szatmári (illetve szatmári származású) és nem szatmári zsidóságot erősen megosztja – és ez éppen a holokausztra vezethető vissza. Teitelbaum rabbi ugyanis még 1944-ben ki tudott menekülni az országból (egy alku következtében) a deportálás elől.
Sok szatmári zsidó (a ma Szatmárnémetiben élők többsége) szerint ezzel cserben hagyta saját híveit, közösségét, amelynek tagjai jórészt odavesztek a haláltáborokban. Követői, a Szatmár haszidok azonban úgy tartják, éppen ez volt a lehető legjobb és legbölcsebb megoldás arra, hogy a szatmári haszidizmus ne vesszen el. Szerintük Teitelbaum Joel halála esetén a megmaradt maroknyi szatmári zsidóság is halálra lett volna ítélve, mint lefejezett közösség.
Megmenekülését egy Rudolph Kastner és Adolf Eichmann közti alkunak köszönhette. Egy vonatot biztosítottak kifejezetten cionista zsidók egy csoportjának, hogy kijuthassanak az országból Svájcba. Nem tudni pontosan, hogy Kastner miért gondoskodott Teitelbaumról és hívei egy csoportjáról is.
A Szatmár haszidok csodával magyarázzák ezt a menekülést. Hitük szerint egy álom mentette meg a rebbét: Kastnernek álmában megjelent halott apósa szelleme, aki figyelmeztette, ha a rebbét nem menti meg, akkor egy lélek sem éli túl az utazást. Mindenesetre tény, hogy a vonaton – néhány haszidjával együtt – helyet kapott Teitelbaum Joel is. Bergen-Belsennél feltartóztatták őket. A mintegy ezerhatszáz utas négy hónapig várt arra, hogy tovább mehessenek. Ez alatt újabb tárgyalások és alkuk folytak a német vezetéssel, akik végül mégis tovább engedték Svájc felé.
Szatmárnémetiből 1944. május 19-e és június 1-je között hat szállítmánnyal 18 863 Szatmár megyei zsidó embert deportáltak a haláltáborokba (köztük az ekkor 13 000 fő körüli szatmárnémeti zsidóságot), elsöprő többségük odaveszett (emléküket a szatmárnémeti ortodox zsidó temető Holokauszt-emlékkápolnája őrzi).
A közel tizenkilencezer deportált közül csak pár ezren tértek vissza. Az ötvenes évekbeli felmérések szerint mindössze 3 500 fő körüli volt a megye teljes zsidósága, akik közül a legtöbben rövidesen kivándoroltak Amerikába, vagy Izraelbe alijáztak.
Közülük néhányan a szatmári haszidokhoz csatlakoztak, mások cionisták lettek, megint mások kevésbé vallásosak. Az otthon maradók egy része lemorzsolódott a hitközségről, a kommunizmusban keresve elvesztett biztonságérzetét (ők ateistaként megszakították a kapcsolatot a Szatmári Izraelita Hitközséggel).
A maroknyi Szatmáron maradt zsidó egyetlen, eleinte ortodox hitközségbe tömörült, majd a hitközség ortodox tagjainak alijázását követően teljesen eltávolodott az ortodoxiától.
Ma egyszerűen Szatmári Izraelita Hitközségként definiálják magukat, nem követnek irányzatot, egyetlen hitközségbe tömörítik Szatmárnémeti megmaradt, elöregedő és fogyatkozó zsidóságát.
Az utolsó szatmári rabbi, Naftali Hálpert és az utolsó sakter 1982-es, illetve 1986-os alijázását követően ma már sem rabbi sem sakter nem él a városban. Szertartásaikat előimádkozó vezeti, elnökük Décsei Miklós. A Szatmár haszidokkal semmilyen kapcsolatot nem tartanak.
Teitelbaum Joel sosem tért vissza huzamosabb időre Szatmárnémetibe. Az Izraelbe és Amerikába folyamatosan, kisebb-nagyobb csoportokban érkező híveit egybegyűjtve ott folytatta munkáját, mint szatmári rebbe, erősen anticionista, haszidikus álláspontot követve.

## Izraeli és amerikai évei (a Szatmár haszidok élén)

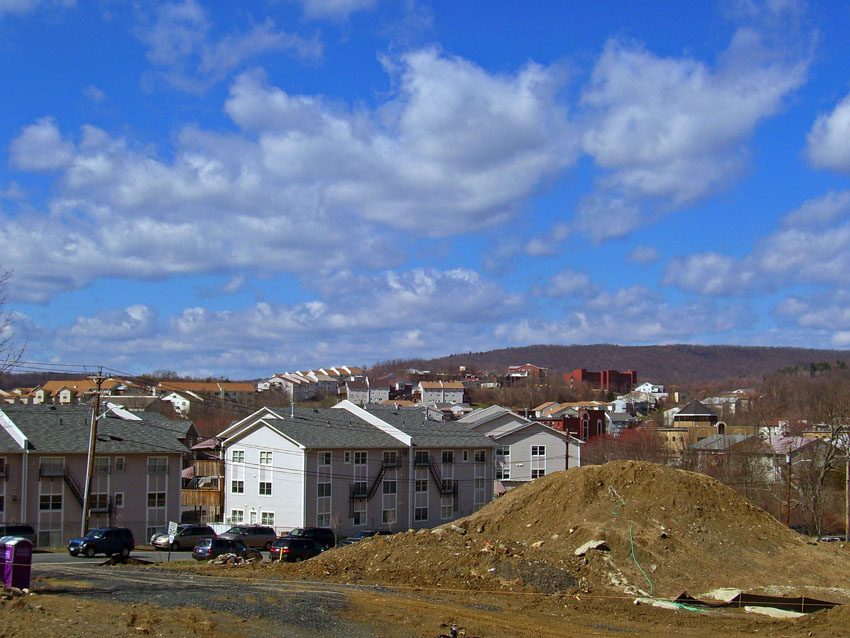
A Joel által alapított Kiryas Joel ("Joel Városa") városka New York államban

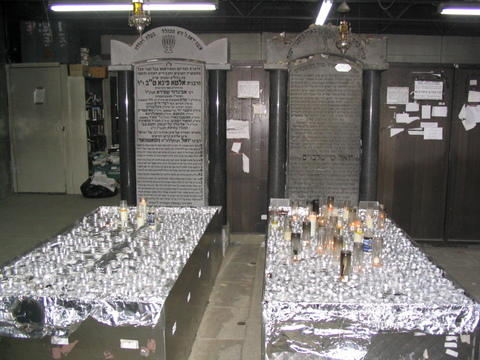
Teitelbaum Joel rebbe és felesége, Alte Feiga Teitelbaum rebbecen sírja Kiryas Joelben (Joel városában)

Teitelbaum Joel rabbi a világháború utáni években Jeruzsálemben élt, itt kezdte el egybegyűjteni a szatmári haszidokat.
Hamarosan azonban az Egyesült Államokba hívták ottani hívei, akik nagyobb közösséget alkottak az izraelinél.
New Yorkban, Észak-Brooklynban telepedett le, ahol virágzó, nagy számú ortodox zsidóság él. Itt nemcsak régi szatmári híveit gyűjtötte egybe, de számos nem szatmári származású haszid is csatlakozott mozgalmához.
Hamarosan tervbe vette, hogy a városon kívül új város(rész)t alapít, ahová egybegyűjti híveit. New York Monroe nevű városkája mellett döntött, ahol megalapította Kiryas Joel városát (a városka Teitelbaum Joel nevét őrzi, neve azt jelenti: "Joel Városa").
Ő maga volt az első ember, akit az új városkában temettek el. Temetésén 100 000 zsidó ember vett részt.
92 éves korában, 1979. augusztus 19-én hunyt el az általa alapított Kiryas Joelben.

## Tanai
Teitelbaum Joel tanai haszidikus alapokon állnak, szorosan összefüggnek más haszid felfogású rabbik, elsősorban apja és mestere, Haim Tzvi Teitelbaum szigeti rebbe tanításaival.
Amerikába érkezése után egyre határozottabban a júdaista anticionizmus hirdetője lesz.
Már édesapja is arra tanította követőit, hogy önálló, önellátó és öngondoskodó közösségeket hozzanak létre, amelyek sem Izrael államtól, sem más államoktól nem fogadnak el támogatást és segítséget.
Teitelbaum Joel már szatmári évei alatt az elhatárolódás és az önellátás híve volt. Kerülte még a "Szatmár" megnevezést is, híveit is arra buzdította, hogy e helyett a héber és jiddis "Szákmér" vagy "Szátmér" megnevezést használják a "pogány" helyett (megjegyzendő, hogy ennek ellenére mai követői mégis visszatértek a magyar "Szatmár" megnevezéshez), ezt is annak jeleként, hogy közösségük élesen elkülönül minden más közösségtől.
Izrael állammal kapcsolatos álláspontját is az elkülönülés és a szatmáriság határozta meg, ugyanakkor Izrael-ellenességét a Talmudra építette:
- Kijelentette, hogy a zsidóságnak csak a Messiás eljövetele után kell önálló államot alapítania Izrael területén
- Izrael nem legitim zsidó állam, mivel egyszerű emberek hozták létre, számos nem vallásos zsidót is befogad, nem ragaszkodik mereven a zsidó vallásossághoz, és nem tart be minden fontos zsidó vallási törvényt.
- Visszautasította az ivrit (újhéber nyelv) használatát és létjogosultságát. Ragaszkodott a jiddishez. Követői is jiddis és magyar ajkú zsidók voltak.
- Kijelentette, hogy a zsidóknak a diaszpórában kell élniük a Messiás eljöveteléig. Az Izraelben élő szatmári haszidok is úgy élnek ott, mintha diaszpórában élnének, támogatják a Palesztin Felszabadítási Frontot.
- Úgy látta, a modern cionizmust egyenesen a Halacha tiltja meg.
- Végül odáig jutott, hogy kijelentette: Izrael állam puszta léte nemcsak ellenkezik a júdaizmussal és a haszidizmussal, de "késlelteti a Messiás eljövetelét" is.
- A Talmud Kethuboth 111a traktátusa alapján, mely az Énekek énekén alapul, kijelentette, hogy Salamon király, amikor mondja Jeruzsálem leányainak, hogy várjanak türelemmel, míg el nem jön az idő, hogy szerelmük beteljesüljön, azt a mai zsidóságnak is úgy kell értenie, hogy bármennyire is vágyik Izrael földjére, egykori hazájába, türelemmel meg kell várnia, míg el nem jön az idő, ahogyan a szűz lánynak is várnia kell a házasságig szerelme beteljesülésére.

## Művei
Számos kommentárt és magyarázatot, teológiai munkát írt.
- Divrei Yoel
- Al HaGeulah V'Al HaTemurah
- Bevezető kommentár a Talmud Shabbos traktátusához
- VaYoel Moshe (anticionista elképzeléseit tartalmazza)
- Hidushei Torah MHR"I Teitelbaum (összegyűjtött beszédei)

## Utódai
Halála után bátyja (Haim Tzvi Teitelbaum szigeti rebbe második gyermeke), Teitelbaum Mózes lett a szatmári rebbe, 2006 április 24-én bekövetkezett haláláig.
Teitelbaum Mózes rebbe, bár egész életében határozottnak tűnt utódja személyének kijelölésében (legidősebb fiát választotta), élete végén meggondolta magát, majd ebben a határozatlanságban hagyta itt követőit.
A legidősebb Teitelbaum fiú követői továbbra is őt tartották apja örökösének, míg a legfiatalabb fiú hívei az utolsó, talán csak pillanatnyi megingás vagy elszólás szerinti örököst követték.
Ennek következtében az irányzat ketté szakadt. Aaron Teitelbaum rabbi, Teitelbaum Mózes elsőszülöttje a Kiryas Yoel-i közösség főrabbija, és Jekusiel Jehuda (Zalman Leib) Teitelbaum, a wiliamsburgi közösség főrabbija, Teitelbaum Mózes harmadik fia egyaránt szatmári rebbének tartják magukat, követőik pedig beiktatták őket.
Ma tehát két szatmári rebbe létezik, és két Szatmári haszid irányzat.

### Magyar nyelven
- Szatmári hasszidizmus
- Véget ért a szatmári orthodoxok háborúsága. Egyenlőség, Április 20, 1929.

### Angol nyelven
- Biography az OU.org-on.
- "My Neighbor, My Father, The Rebbe"
- His grave on "Find a grave"
- yalkut hishbati eschem, satmar rebbe joel